# Fouquieria columnaris
Fouquieria columnaris är en tvåhjärtbladig växtart som beskrevs av Albert Kellogg och Mary Katherine Curran. Fouquieria columnaris ingår i släktet Fouquieria och familjen Fouquieriaceae. Inga underarter finns listade i Catalogue of Life.

## Bildgalleri

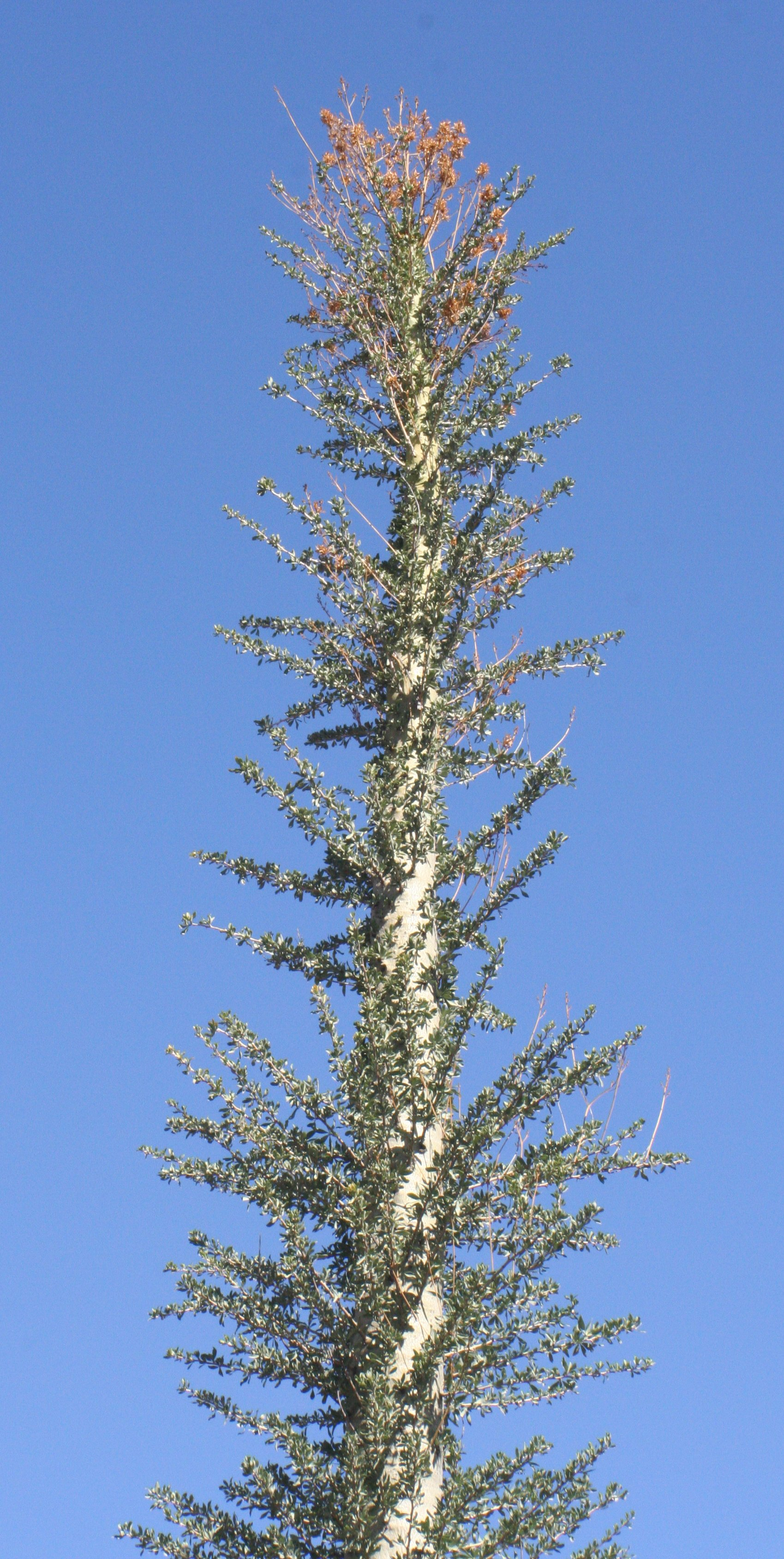
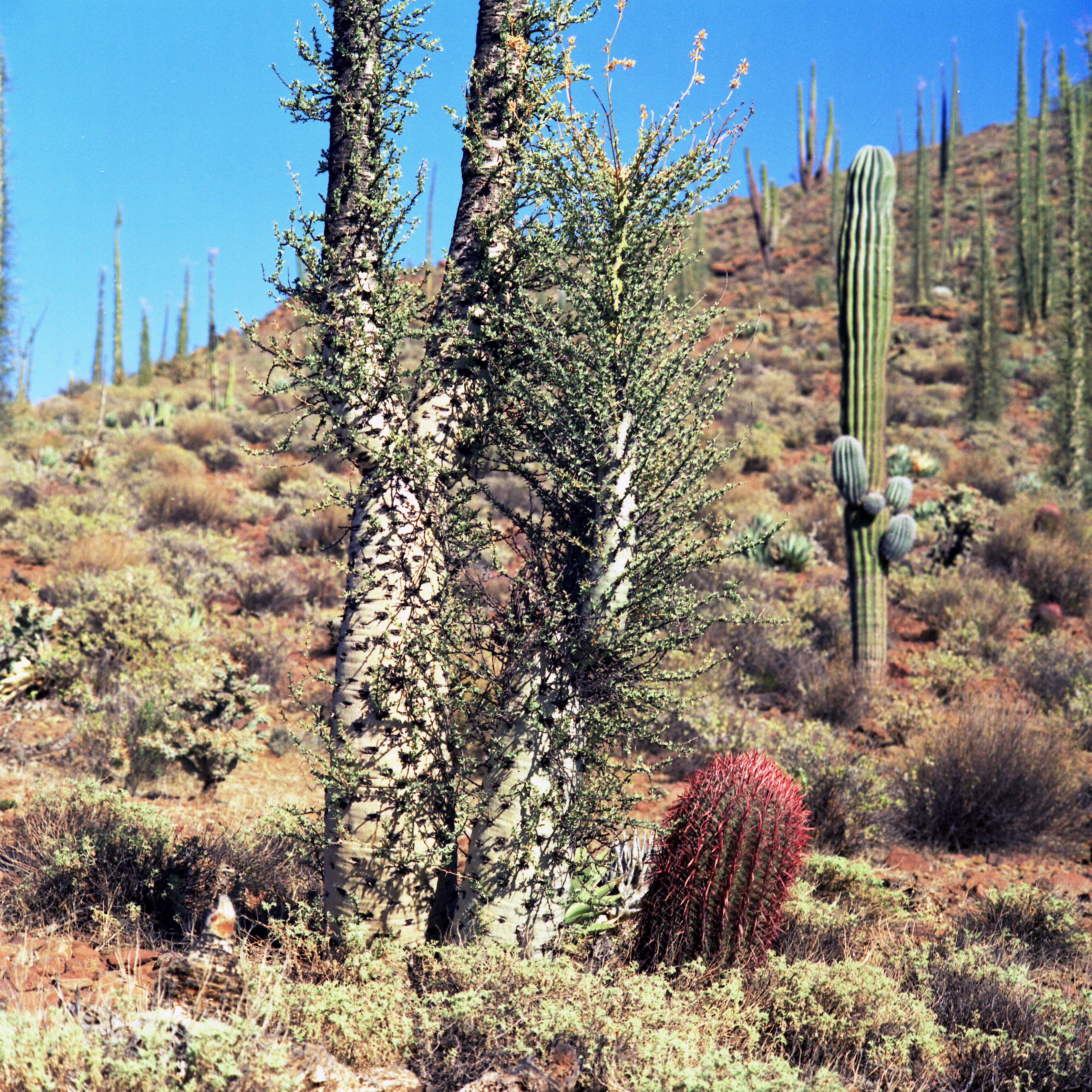
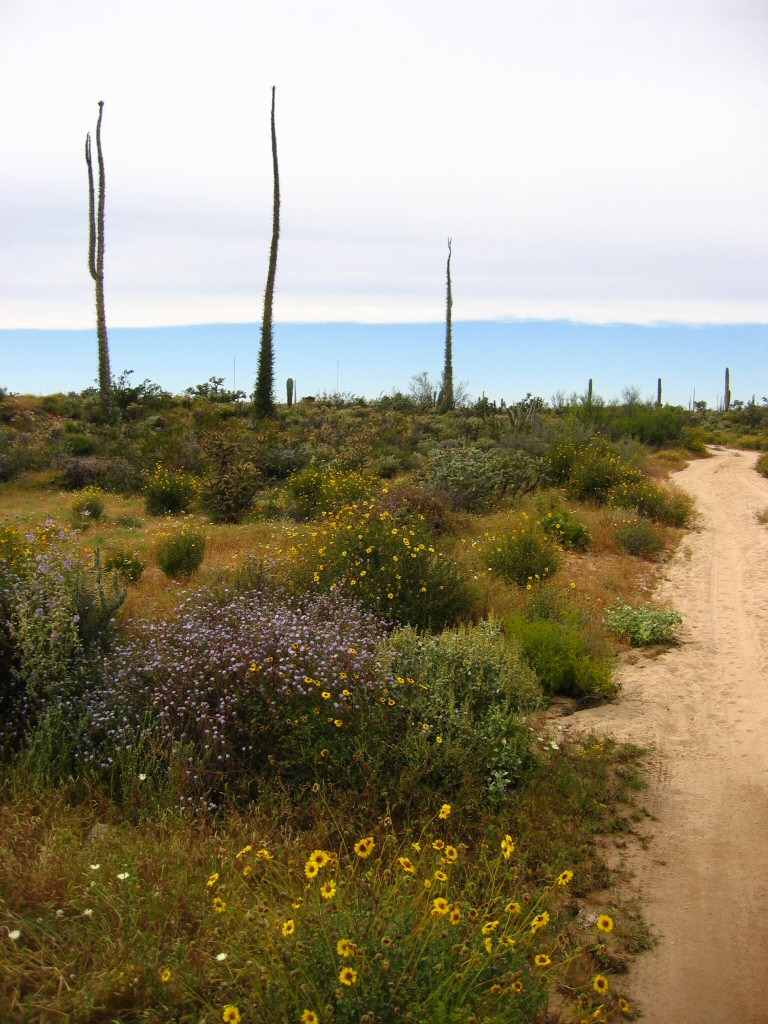
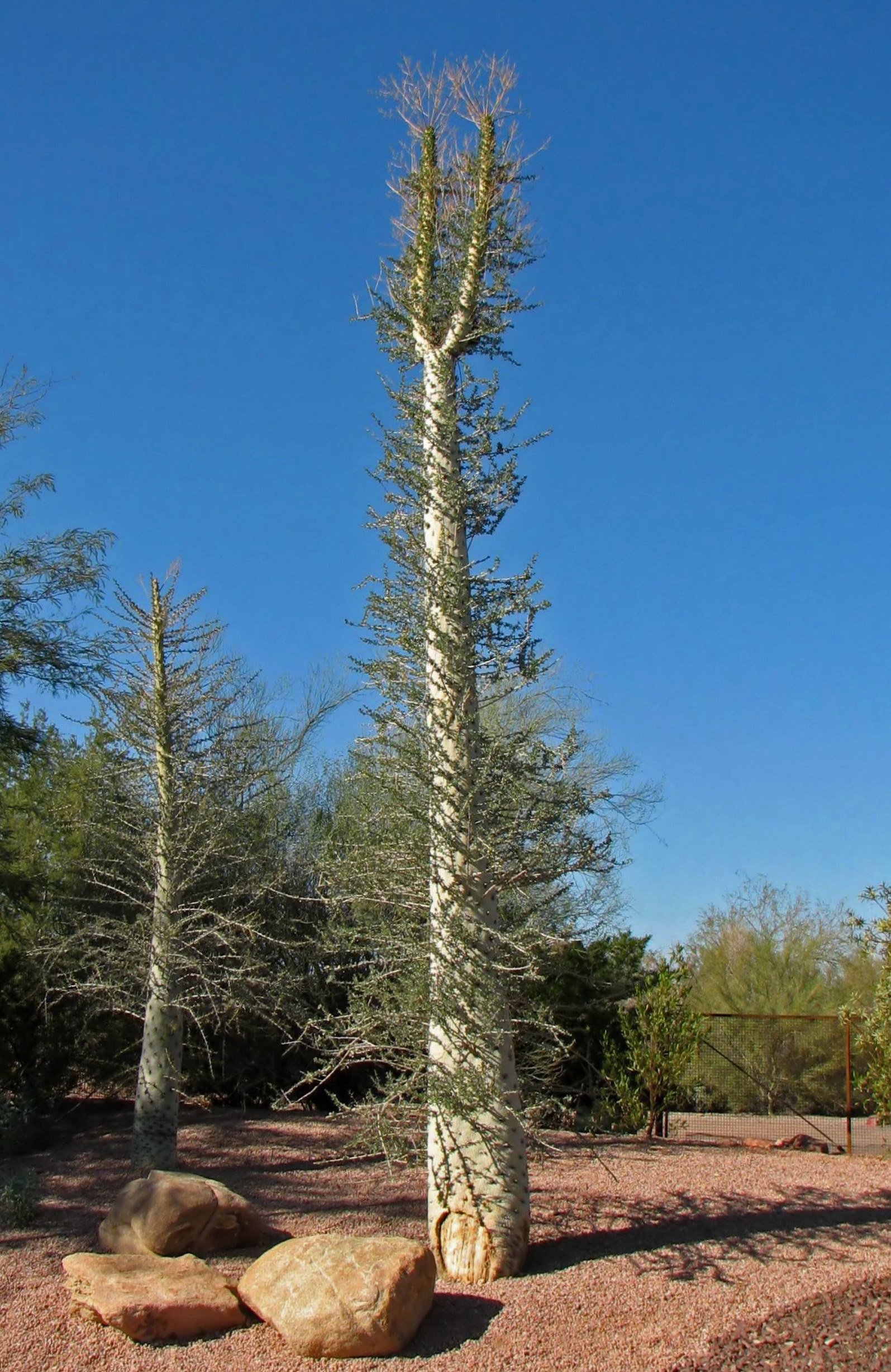
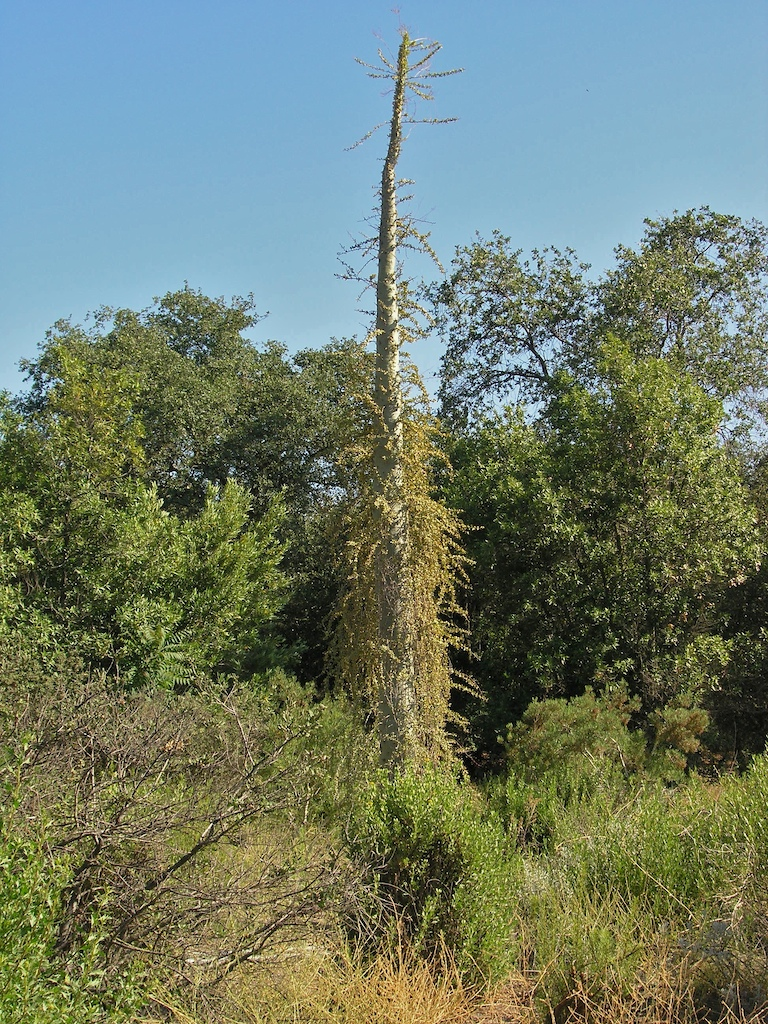
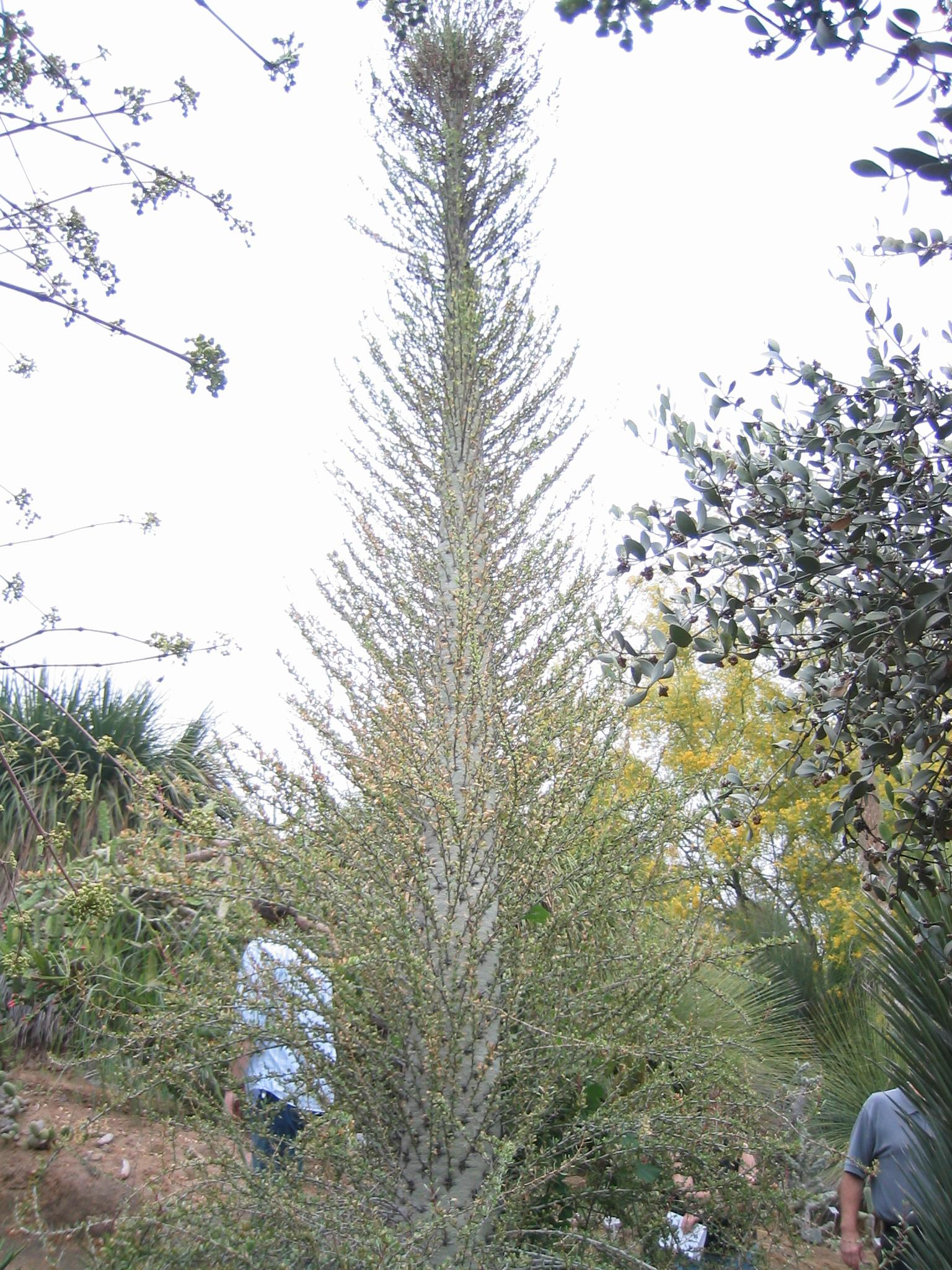